# Kočkodan muido
Kočkodan muido (Cercopithecus cephus), známý též pod názvem kočkodan modrohubý, je malý a široce rozšířený druh primáta obývající deštné lesy v Angole, Kamerunu, Středoafrické republice, Republice Kongo, Demokratické republice Kongo, Rovníkové Guineji a Gabonu.
Hmotnost se u samců pohybuje kolem 4 kg, u samic kolem 3 kg. Délka těla se pohybuje mezi 40–60 cm. Ocas je delší než tělo. Obě pohlaví se od sebe liší velikostí - samec je o něco větší než samice. Charakteristickým znakem je příčný bledě modrý proužek na horním rtu. Břišní strana těla je zbarvena šedě, vrchní strana těla je tmavě hnědá nebo černá s červeným odstínem. Černě jsou zbarveny i konce předních i zadních končetin, hrdlo je bílé. Na temeni hlavy má červenočerně zbarvenou srst, která se táhne až do úrovně lopatek.
Je aktivní ve dne a většinu dne tráví na stromech, kde vyhledává především plody a květy, spokojí se však i s částmi rostlin nebo malými bezobratlými, zvláště hmyzem. Žije ve stádech tvořených jedním vůdčím samcem, několika samicemi a jejich mláďaty. Stádo nebývá většinou tvořeno více než 40 kusy a jeho členové se dorozumívají hlasitými a pronikavými zvuky.
Březost trvá 210 - 215 dní a samice rodí jediné mládě, které tráví téměř celý rok přichycené na matčině srsti na břiše. Samci matku opouští před dosažením pohlavní dospělosti, tedy ve věku 4 let, samice s matkou zůstávají i po dosažení této věkové hranice. V přírodě se může kočkodan muido dožít až 22 let, v zajetí téměř o deset let více.
Stejně jako ostatní obyvatele deštných pralesů ohrožuje i kočkodana muida masivní ztráta přirozeného biomu, v menší míře i lov. V Červeném seznamu IUCN jej nalezneme v kategorii málo dotčených druhů.